# Hults kyrka
Hults kyrka är en kyrkobyggnad som tillhör Hult-Edshults församling, Linköpings stift. Kyrkan ligger i Hult, omkring 10 kilometer öster om Eksjö i Eksjö kommun.

## Kyrkobyggnaden
Kyrkan stod klar år 1841. Den gamla kyrkan låg tre kilometer söderut på vägen mot Västraby-Ryningsholm och revs året därpå. Denna var delvis en romansk stenkyrka från 1200-talet. Kvar återstår endast en ödekyrkogård. 
Den nya kyrkan har ett torn i norr och ett absidförsett kor i söder. Invändigt är kyrkan utformad i en enhetlig återhållsam empirestil med större delen av den ursprungliga fasta inredningen. Altaruppsatsen är från 1600-talet och kommer från den gamla kyrkan.

## Inventarier
Kyrkans kanske märkligaste föremål är dopfunten i sandsten. Den är från början av 1200-talet, gjord av den s.k. Njudungsmästaren, och har tidigare stått i den gamla kyrkan.
I kyrkan finns också en altaruppsats från 1673 som flyttades över från den gamla kyrkan.

## Orglar

### Läktarorgeln

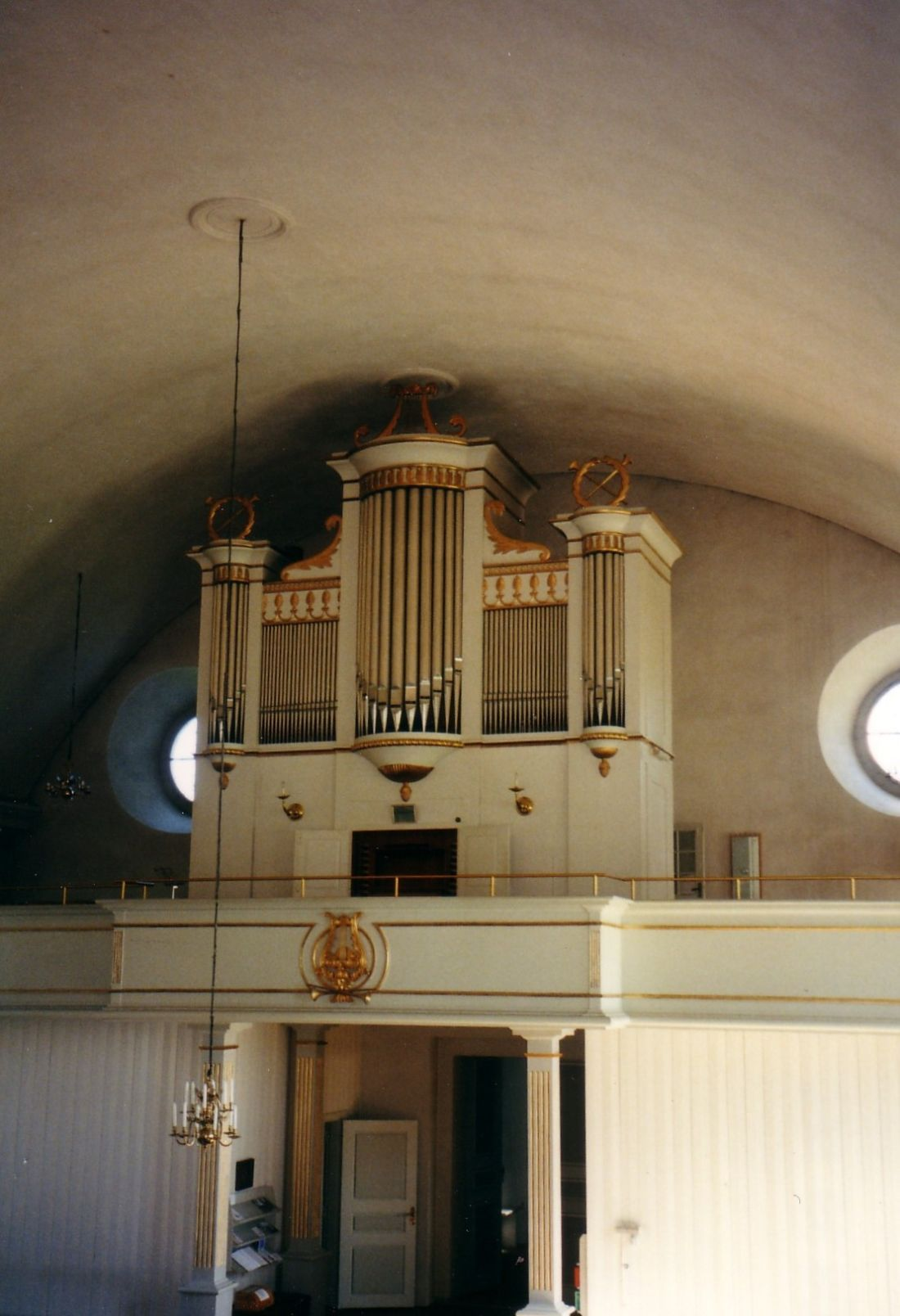
Nordström-orgel i Hult Kyrka

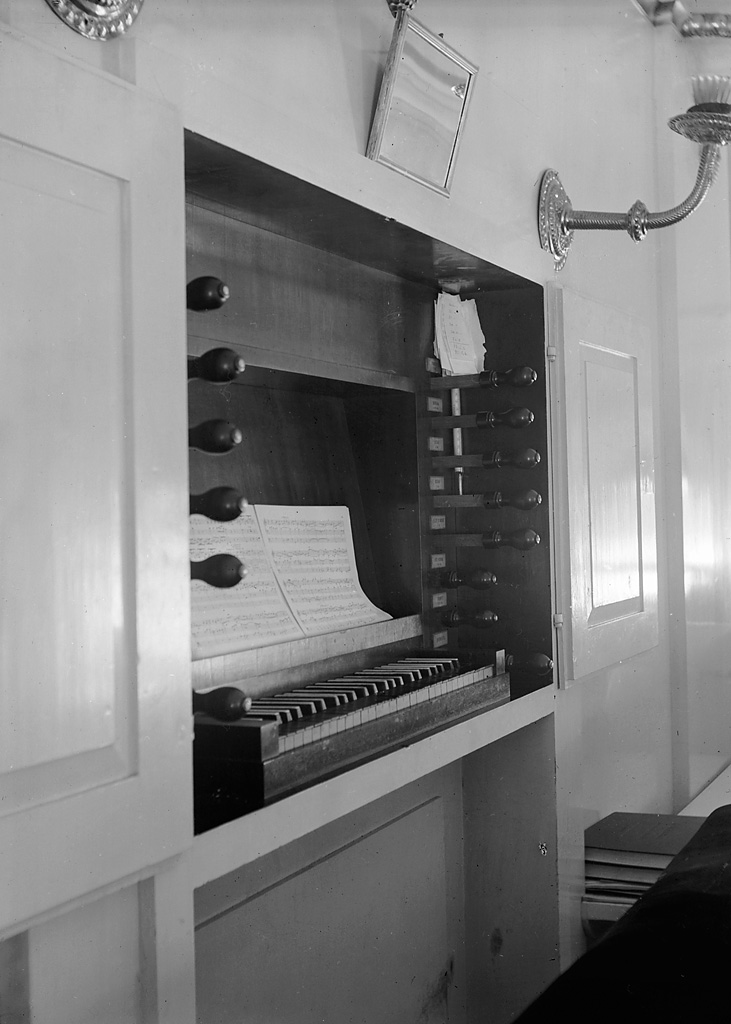
Nordström-orgel i Hult Kyrka

- Sven Nordström, Norra Solberga, byggde 1841 ett positiv på läktaren. Det är mekaniskt och har ljudande fasadpipor samt svarta undertangenter. Positivet är vida känt för sin sköna klang. År 1879 satte organisten och orgelreparatören Nils F. Hultgren, Hult, in ett oktavkoppel. Detta avlägsnaders emellertid 1964 av Jacoby Orgelverkstad. Instrumentet restaurerades 1991 av Grönlunds orgelbyggeri.

#### Ursprunglig och nuvarande disposition
| Manual C-f³                            | Pedal C-g° |
| Borduna 16', B/D'                      | Bihängd    |
| Principal 8' (fasad)                   |            |
| Flûte d'amour 8'                       |            |
| Fugara 8'                              |            |
| Octava 4'                              |            |
| Flöjt 4'                               |            |
| Qvinta 3', (eg. 2 2/3')                |            |
| Octava 2'                              |            |
| Scharf II-III chor, (2' +) 1 1/3' + 1' |            |
| Bassun 16', B (C-H)                    |            |
| Trumpet 16', D (c°-f³)                 |            |
| Trumpet 8', B (C-h°)                   |            |
| Vox Humana 8', D (c¹-f³)               |            |

### Kororglar
- 1974 byggde Grönlunds Orgelbyggeri en mekanisk kororgel. Alla stämmor på orgeln är delade.

#### Disposition
| Manual C-f³       | Pedal C-d¹ | Koppel  |
| Gedackt 8'        | Subbas 16' | Man/Ped |
| Principal 4'      |            |         |
| Rörflöjt 4'       |            |         |
| Waldflöjt 2'      |            |         |
| Cymbel 2 ch       |            |         |
| Dulcian 8'        |            |         |
| Crescendosvällare |            |         |

- Den nuvarande kororgeln är byggd 1992 av Ålems orgelverkstad. Orgelhus och fasad har ritats av orgelkonsult Carl-Gustaf Lewenhaupt, Kisa. Bildhuggerierna är utförda av Erik Nilsson, Blomstermåla och målning och förgyllning av målarmästare Rune Håkansson, Barkeryd. Orgeln är mekanisk. Samtliga pipor är tillverkade på egen verkstad.

#### Nuvarande disposition
| Manual I C-f³         | Manual II C-f³         | Pedal C-d¹ | Koppel |
| Flagflöjt 8', B       | Gedackt 8'             | Subbas 16' | II/I   |
| Flagflöjt 8', D       | Flöjt 4'               |            | I/P    |
| Salzinal 8', D        | Kortflöjt 2'           |            | II/P   |
| Principal 4' (fasad)  | Vox humana 8' (fr. g°) |            |        |
| Rörflöjt 4'           |                        |            |        |
| Nasat 3' (eg. 2 2/3') | Tremulant              |            |        |
| Octava 2'             |                        |            |        |
| Scharff II chor       |                        |            |        |

## Kuriosa

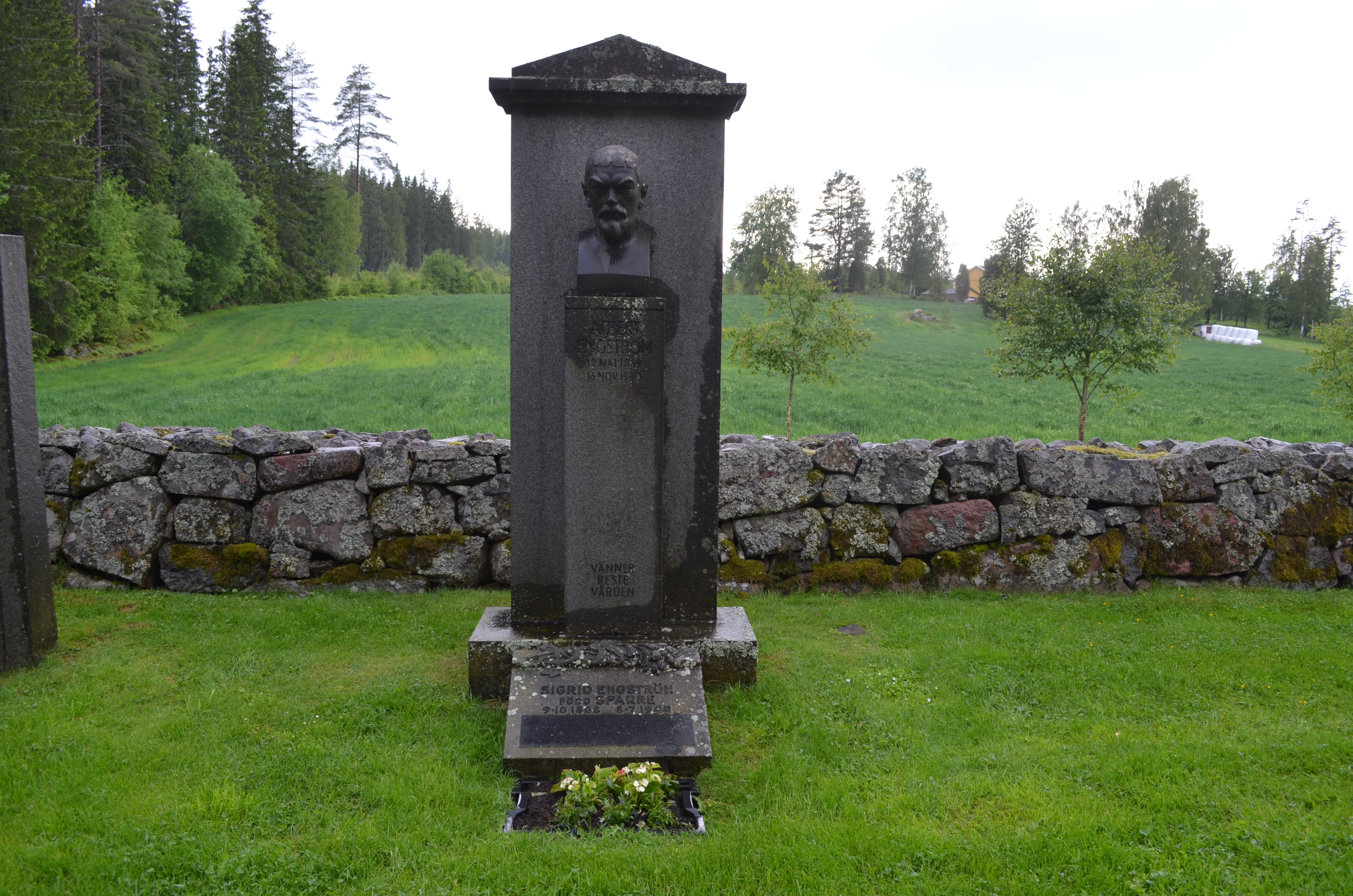
Albert Engströms gravvård (1943) på kyrkogården vid Hults kyrka. Porträttskulpturen av Albert Engström är utförd av skulptören Carl Fagerberg.

På kyrkogårdens västra sida är konstnären och författaren Albert Engström begravd. Han är delvis uppvuxen i bygden, eftersom hans far var stationsinspektor i Hult.